# Coroner (groupe)
Pour les articles homonymes, voir Coroner.
Coroner est un groupe suisse de thrash metal, originaire de Zurich. Le groupe se popularise relativement peu en dehors de l'Europe. Formé en 1983, le groupe se sépare en 1996, mais se reforme 14 ans plus tard, en 2010.

## Biographie

### Débuts et succès (1983–1996)
Le groupe est formé en 1983. Le groupe commence sa carrière discographique en 1986 par la démo Death Cult (avec Tom G Warrior de Celtic Frost au chant) et sort cinq albums sur le label allemand Noise Records. En 1995, le groupe fait connaître sa décision de se saborder, lassé du peu de soutien que leur apporte Noise Records ainsi que de la difficulté d'élargir leur public. Un album éponyme, à la fois mini-best-of et recueil d'inédits, leur permettra de se libérer de leurs engagements contractuels avec Noise Records. Le groupe tiendra cependant à remercier son public européen avant de disparaître en organisant une tournée d'adieux en janvier et février 1996.
Le guitariste Tommy T. Baron rejoint Kreator le temps de deux albums, et joue les musiciens de session avec notamment le chanteur suisse Stephan Eicher. Le batteur Marky Marquis rejoint, quant à lui, Apollyon Sun, le groupe de Tom G Warrior. Apprécié aussi bien par les fans de heavy metal, de thrash metal et de death metal mélodique, Coroner restera un des groupes cultes de la scène metal des années 1990.

### Retour (depuis 2010)
Malgré plusieurs propositions (en particulier de programmateurs de festivals metal), les membres du groupe ont pendant des années refusé de se reformer, ne serait-ce que le temps de quelques concerts. En juin 2010 pourtant, le festival français du Hellfest annonce la participation du groupe à l'édition 2011. Dans une interview donnée à Radio Metal, Tommy Vetterli déclare alors que le groupe recherche d'autres dates lors de festivals mais dément l'idée d'un projet studio. Le groupe se reforme officiellement cette même année, après 14 ans d'absence.
Ron Broder et Tommy Vetterli ayant changé d'avis quant à la composition d'un nouvel album, Marky Edelmann annonce en 2014 son prochain départ une fois les dates déjà programmées assurées. Il est remplacé par le batteur de 69 Chambers Diego Rapacchietti. Leur nouvel album est programmé pour octobre 2025.

## Membres

### Membres actuels
- Ron Broder (Ron Royce) – basse, chant (1985–1996, depuis 2010)
- Tommy Vetterli (Tommy T. Baron) – guitare (1985–1996, depuis 2010)
- Diego Rapacchietti – batterie (depuis 2014)
- Daniel Stössel - clavier, chœurs (Live)

### Anciens membres
- Pete Attinger – chant (1983–1984)
- Phil Puzctai – basse (1983–1984)
- Tommy Ritter – guitare (1983–1984)
- Oliver Amberg – guitare (1984–1985)
- Marky Edelmann (Marquis Marky) – batterie (1983–1996, 2010–2014)

## Discographie

### Albums studio
- 1987 : R.I.P.
- 1988 : Punishment for Decadence
- 1989 : No More Color
- 1991 : Mental Vortex
- 1993 : Grin
- 2025 : Dissonance Theory

### Compilations
- 1995 : Coroner
- 1996 : The Unknown Unreleased Tracks 1985-95

### Singles
- 1989 : Die By My Hand
- 1989 : Purple Haze
- 1991 : I Want You (She's So Heavy)

### Démos
- 1986 : Death Cult
- 1987 : R.I.P. Demo
- 1988 : Punishment for Decadence

### Divers
- 1988 : Doomsday News - The New Generation of Heavy Metal
- 1990 : Doomsday News III - Thrashing East Live (split)